# Morella (género)
Morella es un género de la familia Myricaceae.

## Especies
- Morella adenophora
- Morella arborea
- Morella brevifolia
- Morella cacuminis
- Morella californica
- Morella caroliniensis
- Morella cerifera (L.) Small - cerero de la Luisiana[3]
- Morella chevalieri
- Morella chimanimaniana
- Morella cordifolia
- Morella diversifolia
- Morella esculenta
- Morella faya
- Morella funckii
- Morella holdridgeana
- Morella humilis
- Morella inodora
- Morella integra
- Morella javanica
- Morella kandtiana
- Morella kraussiana
- Morella lindeniana
- Morella microbracteata
- Morella nana
- Morella parvifolia
- Morella pavonis
- Morella pensylvanica
- Morella phanerodonta
- Morella picardae
- Morella pilulifera
- Morella pringlei
- Morella pubescens
- Morella punctata
- Morella quercifolia
- Morella rivas-martinezii
- Morella rotundata
- Morella rubra
- Morella salicifolia
- Morella serrata
- Morella shaferi
- Morella singularis
- Morella spathulata[1]